# ألفرد تايلور
ألفرد تايلور (بالإنجليزية: Alfred Taylor)‏ هو فلاح جنوب أفريقي، ولد في 1862، وتوفي في 24 أكتوبر 1941.